# Dugommier (stanice metra v Paříži)
Dugommier je nepřestupní stanice pařížského metra na lince 6 ve 12. obvodu v Paříži. Nachází se na rozsáhlé křižovatce ulic Boulevard de Reuilly, Rue Dugommier, Rue Dubrunfaut, Rue Charenton a Boulevard de Bercy.

## Historie
Stanice byla otevřena 1. března 1909 jako součást prvního úseku linky 6 mezi stanicemi Place d'Italie a Nation.

## Název
Původní název stanice zněl Charenton podle stejnojmenné ulice. Své současné jméno obdržela 12. července 1939 podle jiné ulice, aby nedošlo k záměně vzhledem k rozšíření linky 8 do města Charenton-le-Pont. Jacques François Dugommier (1738-1794) byl francouzský generál a poslanec Národního konventu.

## Vstupy
Stanice má jen jeden vchod na Boulevardu de Reuilly u domu č. 3.

## Zajímavosti v okolí
- Promenade plantée